# 飯島会
飯島連合会（いいじまれんごうかい）は、東京都台東区寿に本拠を置く的屋系暴力団。 東日本を勢力範囲とする。

## 略歴
前身の全日本飯島連合会は、三階松（本部：台東区）から独立した飯島源次郎が1897年頃に創設した飯島一家宗家を中心に、その分家が結集した連合体。会長には尾津喜之助（小倉二代目、関東尾津組組長）や和田薫（内山二代目、和田組組長）らが就いた。全盛期時代の構成員は2,000人とも3,000人とも言われ広域団体の系列化時代までは、日本で、最大の的屋衆だった。中でも山春は、山田春雄（「浅草の山春」）を祖とする。
2001年頃、飯島宗家八代目・西川冠士が会長に就くと、名称を八代目飯島会と改め、直若制度を導入し、それまでの連合体からピラミッド型組織に一本化した。
2004年2月、五代目山口組三代目山健組（組長・桑田兼吉）と抗争事件を起こした。
2018年、八代目・西川冠士が死去。
松橋稔が九代目を継承。
2021年11月、九代目・松橋稔が引退し、吉村純輔が十代目を継承。
組織の名称が飯島会から飯島連合会に変更された。

## 系譜
- 初代 - 飯島 源次郎
- 二代目 - 飯島 鶴太郎
- 三代目 - 森高 敏
- 四代目 - 児玉 源太郎
- 五代目 - 内田悦次
- 六代目 - 橘 憲司
- 七代目 - 三上弘
- 八代目 - 西川冠士
- 九代目 - 松橋 稔
- 十代目 - 吉村純輔

## 最高幹部・幹部
十代目飯島連合会
- 会　長 - 吉村純輔
- 顧　問 - 青木一郎（倉持四代目）
- 顧　問 - 木下主税（木下一家組長）
- 顧　問 - 太田五郎（渡辺四代目本部長）
- 理事長 - 上野豊明（小宮山五代目）
- 幹事長 - 松尾輝雄
- 統括委員長 - 三輪昌美
- 風紀委員長 - 高倉正義
- 総務委員長 - 橋本 博
- 慶弔委員長 - 原田 稔
- 事務局長 - 山本一夫
- 相談役 - 小松秋吉